# رونالد جين ويلسون
رونالد جين ويلسون (بالإنجليزية: Ron Wilson)‏ هو سياسي أمريكي، ولد في 1943 بتينيسي في الولايات المتحدة. حزبياً، نشط في الحزب الجمهوري.